# 10 cm sK 18/40
105-мм польова гармата sK 18/40 (нім. 10 cm schwere Kanone 18/40) — німецька 105-мм важка польова гармата, яка використовувалася вермахтом під час Другої світової війни. 10,5-см гаубиця LeFH 18/40 була модифікацією 105-мм польової гармати sK 18.

## Історія
Розроблення 105-мм польової гармати sK 18/40 здійснювалося на замовлення командування вермахту, яке визначило завдання виготовити варіант 105-мм важкої гармати Schwere Kanone 18 з більшою дальністю стрільби. Компанії Krupp та Rheinmetal випускали схожі, але конкуруючі моделі. Виробництво було запропоновано в 1941 році, але відкладено до 1943 року, оскільки вважалося, що його впровадження порушить існуючі виробничі графіки. Коли артилерійську систему таки запустили у серійне виробництво, вона отримала назву 10,5-см Schwere Kanone 18/42. Основною відмінністю між schwere Kanone 18 і schwere Kanone 18/42 був довший ствол і такий самий лафет, як і у 15 см sFH 18/40.

## Зброя схожа за ТТХ та часом застосування
- 105-мм польова гармата 105/14 modello 18
- 107-мм дивізійна гармата зразка 1940 (М-60)
- 100-мм польова гармата БС-3
- 105-мм гармата Model 1924
- 105-мм польова гармата K 17
- 105-мм польова гармата wz. 29
- 105-мм гармата M101
- 114-мм польова гармата M1
- 105-мм польова гармата modèle 1930 Schneider
- 105-мм польова гармата modèle 1936 Schneider
- 105-мм важка гармата vz. 35
- 105-мм польова гармата Model 1927
- 105-мм важка гармата m/34
- 105-мм польова гармата Тип 38
- 105-мм польова гармата Тип 92